# American Music Awards 2016
Předávání cen American Music Awards 2016 se konalo 20. listopadu 2016 v Microsoft divadle v Los Angeles v Kalifornii. Ceremoniál vysílala stanice ABC. Nejvíce nominací získal Drake se 13 nominacemi, následovala ho Rihanna se 7 nominacemi.

## Vítězové a nominovaní
Nominace byly oznámeny 10. října 2016. Vítězové jsou označeni tučně.
| Umělec roku | Objev roku |
| --- | --- |
| - Justin Bieber - Drake - Selena Gomez - Ariana Grande - Rihanna - Carrie Underwood | - Alessia Cara - The Chainsmokers - DNCE - Shawn Mendes - Zayn                                                              |
| Nejoblíbenější pop/rockový zpěvák | Nejoblíbenější pop/rocková zpěvačka                                                                                         |
| - Justin Bieber - Drake - The Weeknd | - Adele - Selena Gomez - Rihanna                                                                                            |
| Nejoblíbenější pop/rocková kapela/duo/skupina | Nejoblíbenější pop/rockové album                                                                                            |
| - The Chainsmokers - DNCE - Twenty One Pilots | - 25 – Adele - Purpose – Justin Bieber - Views – Drake                                                                      |
| Nejoblíbenější pop/rocková skladba | Nejoblíbenější country zpěvák                                                                                               |
| - "Hello" – Adele - "Love Yourself" – Justin Bieber - "One Dance" – Drake featuring Wizkid a Kyla | - Luke Bryan - Thomas Rhett - Blake Shelton                                                                                 |
| Nejoblíbenější country zpěvačka | Nejoblíbenější country kapela/duo/skupina                                                                                   |
| - Kelsea Ballerini - Cam - Carrie Underwood | - Florida Georgia Line - Old Dominion - Zac Brown Band                                                                      |
| Nejoblíbenější country album | Nejoblíbenější country skladba                                                                                              |
| - Kill the Lights – Luke Bryan - Traveller – Chris Stapleton - Storyteller – Carrie Underwood | - „H.O.L.Y.“ – Florida Georgia Line - „Humble and Kind“ – Tim McGraw - „Die a Happy Man“ – Thomas Rhett                     |
| Nejoblíbenější rap/hip-hopový umělec | Nejoblíbenější rap/hip-hopové album                                                                                         |
| - Drake - Fetty Wap - Future | - Views – Drake - What a Time to Be Alive – Drake a Future - Fetty Wap – Fetty Wap                                          |
| Nejoblíbenější rap/hip-hopová skladba | Nejoblíbenější soul/r&b zpěvák                                                                                              |
| - „Panda“ – Desiigner - „Hotline Bling“ – Drake - „679“ – Fetty Wap | - Chris Brown - Bryson Tiller - The Weeknd                                                                                  |
| Nejoblíbenější soul/r&b zpěvačka | Nejoblíbenější soul/r&b album                                                                                               |
| - Beyoncé - Janet Jacksonová - Rihanna | - Lemonade – Beyoncé - Anti – Rihanna - Trapsoul – Bryson Tiller                                                            |
| Nejoblíbenější soul/r&b skladba | Nejoblíbenější umělec - alternativní rock                                                                                   |
| - „One Dance“ – Drake featuring Wizkid a Kyla - „Work“ – Rihanna featuring Drake - „Don't“– Bryson Tiller | - Coldplay - Twenty One Pilots - X Ambassadors                                                                              |
| Nejoblíbenější umělec - adult contemporary | Nejoblíbenější interpret - latino                                                                                           |
| - Adele - Rachel Platten - Meghan Trainor | - J Balvin - Enrique Iglesias - Nicky Jam                                                                                   |
| Nejoblíbenější interpret - současná křesťanská hudba | Nejoblíbenější interpret - elektronická hudba                                                                               |
| - Lauren Daigle - Hillsong United - Chris Tomlin | - The Chainsmokers - Calvin Harris - Major Lazer                                                                            |
| Video roku | Soundtrack roku |
| - „Sorry" – Justin Bieber - „Panda" – Desiigner - „Work – Rihanna featuring Drake | - Purpurový déšť - Star Wars: Síla se probouzí - Sebevražedný oddíl                                                         |
| Kolaborace roku | Turné roku |
| - „Don't Let Me Down“ – The Chainsmokers featuring Daya - „One Dance“ – Drake featuring Wizkid and Kyla - „Work from Home“ – Fifth Harmony featuring Ty Dolla Sign - „Work" – Rihanna featuring Drake - „Like I'm Gonna Lose You“ – Meghan Trainor featuring John Legend | - The Formation World Tour – Beyoncé - Rebel Heart Tour – Madonna - The River Tour 2016 – Bruce Springsteen a E Street Band |